# 줄리 콥
줄리 콥(영어: Julie Cobb, 1947년 5월 29일 ~ )은 미국의 배우, 연극 배우, 텔레비전 배우, 영화 배우이다.

## 출연작

### 영화
- 해피스트 데이 오브 히스 라이프 (2007년)
- 저징 에이미 (1999년)
- 지킬 박사와 미스 하이드 (1995년)
- 영혼의 사랑 (1991년)
- 위험한 장난 (1990년)
- 언커먼 밸러 (1983년)
- 멋진 신세계 (1980년)
- 매그넘 P.I. (1980년)
- 살렘스 롯 (1979년)
- 딜론 보안관 (1955년)